# Giacomo Cavedone
Giacomo Cavedone (Sassuolo, 1577 - Bologne, 1660), est un peintre italien baroque de l'école bolonaise.

## Biographie
Élève d'Annibale Carracci, et, au départ de celui-ci pour Rome, Giacomo Cavedone devient l'aide principal de Lodovico Carracci, en héritant à sa mort en 1619, le titre de caposindaco de l'Académie bolonaise des Incamminati.
À l'automne 1609, il est à Rome comme aide de Guido Reni, où il est  impressionné fortement par l'œuvre du Caravage.
Retourné à Bologne entre 1611 et 1613, il travaille à la décoration de la chapelle Arrigoni de l'église San Paolo Maggiore, et réalise les trois fresques de la voûte et deux retables latéraux  l'Adorazione dei pastori et l'Adorazione dei magi.
Puis de 1612 à 1613 il est à Venise.
Datée de 1614 est son retable  La Vergine e i santi Alò e Petronio, maintenant à la  pinacothèque nationale  de Bologne, où ses souvenirs de Caravage s'unissent à ceux rapportés de Venise de Véronèse et de Titien.
En 1624, il renonce à la peinture à la suite d'une chute qui le rend invalide ce qui abrège tôt sa carrière. Il meurt dans la pauvreté.
Giovanni Andrea Sirani et Francesco Camullo furent de ses élèves.

## Œuvres
- Saint Étienne en gloire (1601), Galleria Estense, Modène
- Déposition de croix, Santuario di Caravaggio
- Mort de saint Pierre martyr, Pinacoteca Nazionale, Bologne
- Baptême du Christ (1611-1612), San Pietro Martire, Modena
- Sant'Alo, (1614), retable, Pinacoteca Nazionale, Bologne
- Découverte du crucifix miraculeux de Beyrouth (1622), San Salvatore, Bologne
- Adoration des bergers, (San Paolo Maggiore, Bologne
- Adoration des Mages, (San Paolo Maggiore, Bologne
- Guerrier assis avec une épée et un bouclier, (c. 1612), National Gallery of Art
- Sketch for The Last Supper, au verso : la  Conversion de Saint Paul, Fogg Art Museum
- Le miracle des pains et des poissons (1611–1614), dessin, Fitzwillian Museum, Cambridge
- Judith et Holofernes
- Complainte de  Job
- Christ prêchant dans le désert, dessin
- La Prédication de Saint Jean-Baptiste, plume et encre brune sur traits de crayon noir, 28,5 cm × 21 cm

## Crédit d'auteurs
- (it) Cet article est partiellement ou en totalité issu de l’article de Wikipédia en italien intitulé « Giacomo Cavedone » (voir la liste des auteurs).

- (en) Cet article est partiellement ou en totalité issu de l’article de Wikipédia en anglais intitulé « Giacomo Cavedone » (voir la liste des auteurs).